# Dan Koehl
Dan Albert John Koehl (født 28. oktober 1959 i Stockholm, Sverige) er en fransk-svensk dyreholder, elefanttræner og staldmester.
Koehl er forfatter til Elephant Encyclopedia og er blevet beskrevet som "en af Europas mest kendte elefanteksperter".

## Opvækst og uddannelse
Koehl voksede op i Californien, USA, og på Östermalm i Stockholm. Han var passioneret akvarist og studerede til dyrepasser på Enskede gårds gymnasium. Udover efterfølgende studier ved Stockholms Universitet og Calle Flygare Teaterskola indledte Koehl sin karriere som udnævnt hyrde for Kongens Får på Ladugårdsgärdet i Stockholm, før han gennemførte mahout-oplæring i Sri Lanka og Indien.

## Karriere
Siden slutningen af 1970'erne har Dan Koehl fungeret som hovedelefantpasser, staldmester og konsulent i zoologiske haver, cirkusser og ranches rundt om i verden. I Europa omfatter det Skansen, Cirkus Scott, Borås djurpark, Schönbrunn dyrehave, Dresden Zoo, Zoolandia, Parco Natura Viva, Kolmården Dyrepark, Circus Krone (Staldmester), Tiergarten Walding, Karlsruhe Zoo og Prag Zoo. Mens han var på Skansen, og staldens elefanter "Nika" og "Shiva" stod til at skulle flyttes til ringere levevilkår i udlandet, deltog han i en kampagne, der udløste en landsdækkende debat om "Stockholms elskede elefanter". Cynthia Moss beskrev i Elephant Memories de to elefanter som "blandt de bedst plejede og lykkeligste, jeg nogensinde har set i fangenskab". På trods heraf blev Skansens elefanter - efter megen kontrovers - sendt til Cricket St Thomas, England, hvor de led en for tidlig død.
I Kolmården Dyrepark blev Koehl udnævnt til "kongelig overdyrepasser" for elefanterne "Bua" og "Saonoi", som var doneret til kong Carl 16. Gustav af Sverige af kong Bhumibol Adulyadej af Thailand.
Siden 1990'erne har han på den internationale scene været engageret ved Elephant Experience og Sondelani Game Lodge i Zimbabwe, Pinnawala Elephant Orphanage i Sri Lanka og Airavata Elephant Foundation og Compagnie des Eléphants d'Angkor, de to sidstnævnte i Cambodja.
Koehl har bidraget til forskellige fonde til støtte for dyr, også vilde dyr, og særlige konserveringsindsatser rettet mod elefanter, herunder asiatiske elefantofre for krig på Pinnawala Elephant Orphanage. Som viceadministrerende sekretær for European Elephant Keepers and Managers Association (EEKMA) fra 1998 til 2008, var han med til at udarbejde Elephant Management-sikkerhedsretningslinjerne (2002), og en tid Formand i Sveriges Akvarieföreningars Riksförbund (SARF). 

## Elephant Encyclopedia
Koehl har givet forelæsninger i zoologi og parallelt hermed foretaget zoologisk forskning med Elephant Encyclopedia siden 1995. Encyclopædien omfatter verdens største forskningsdatabase med individuelle elefanter og muligvis i det hele taget den største med individuelle dyr af en enkelt art. Citeret af journalister, organisationer og videnskabelige værker  har den især spillet en rolle, hvad angår elefanters endoteliotrope herpesvirus  og i udviklingen af kræftbekæmpelse.